# ブリー・ターナー
ブリー・ターナー（本名: Bree Nicole Turner, 1977年3月10日 - ）は、アメリカ合衆国の女優。テレビドラマ『GRIMM/グリム』のロザリー・カルヴァ―ト役で知られる。

## 女優業
初期は、ダンサーとしてキャリアをスタートし、『ベスト・フレンズ・ウェディング』や、『シーズ・オール・ザット』などの映画にダンサーとして出演し、女優業をスタートさせた。2012年に『GRIMM/グリム』に"ロザリー・カルヴァート"役のリカーリング・キャストとして出演し、2013年から2017年まではメイン・キャストとなった。
『GRIMM/グリム』の他に、メンタリスト(シーズン4第12話“アイリス”役)等にも出演している。

## 私生活
2008年に外科医のJustin Salimanと結婚し、2人の息子がいる。
本人曰く、任天堂のマリオブラザーズのファミコンにはまっていた時期があったという。